# Fannia triangulifera
Fannia triangulifera is een vliegensoort uit de familie van de Fanniidae. De wetenschappelijke naam van de soort is voor het eerst geldig gepubliceerd in 1918 door Malloch.